# Paul Misar
Paul Misar (* 24. November 1964 in Wien) ist ein österreichischer Autor, Investor und Unternehmer. Er beschäftigt sich mit den Themen Persönlichkeit, Positionierung und Immobilien.

## Leben
Paul Misar ist in Wien aufgewachsen und begann mit 16 Jahren eine Ausbildung zum Großhandelskaufmann. Mit 24 Jahren machte er sich selbstständig. Seitdem führte er mehrere Unternehmen und ist seit dem Jahr 2004 als Investor tätig.
Misar hat einige Bücher zu seinen Themen verfasst und veröffentlicht gelegentlich in Medien wie Focus Online oder BILD.
Misar ist mehrmals im deutschsprachigen Fernsehen aufgetreten, zum Beispiel als TV-Coach bei „Secret Millionaire“ auf RTL oder bei „Deluxe - Alles was Spaß macht“ auf n-tv.
Misar betreibt mit dem „Firetalk“ einen eigenen Podcast zum Thema Erfolg und Unternehmertum.
Seit 2021 hostet er auch den Podcast „Immobilien Tycoon Show“.
Im Forbes-Artikel vom Juli 2024 wird er als lokaler Experte für Luxusimmobilien und Investments auf Mallorca erwähnt. Forbes schreibt hierbei: „He focuses on holiday rentals and luxury villas across the island in some of the best parts positioned for investment growth“. 
Neben seiner Immobilienaktivität veröffentlichte Misar im Frühjahr 2025 gemeinsam mit Erfolgsautor Brian Tracy das Buch Limitless Abundance. Das Werk erschien international in mehreren Sprachen und widmet sich dem Aufbau finanzieller Freiheit durch unternehmerisches Denken, Sachwerte und Mindset-Arbeit.
Darüber hinaus betreibt Paul Misar seit 2011 einen YouTube-Kanal, auf dem er regelmäßig Experteninterviews und Analysen zu Immobilien, Vermögensschutz und geopolitischen Entwicklungen veröffentlicht. Regelmäßige Gesprächspartner sind u. a. Prof. Max Otte, Dr. Markus Krall, Marc Friedrich und Dimitri Speck.

## Werke (Auswahl)
- Lebenssanierung – Sanieren statt Planieren, Multimedia Verlag, München 2010, 240 S., ISBN 3-9502968-0-8
- Einzigartig: Mit authentischer Positionierung und Branding zum Erfolg, Redline Verlag, München 2015, 208 S., ISBN 3-86881-602-X
- Die Lizenz zum Reichwerden: Das Erfolgsrezept für Selfmademillionäre, Redline Verlag, München 2015, 320 S., ISBN 3-86881-577-5
- Die Löwen-Liga: Der Weg in die Selbstständigkeit, Springer Gabler, Wiesbaden 2015, 121 S., ISBN 3-658-05419-0
- Lizenz zum Immobilientycoon – Der Schnelleinstieg zum Immobilieninvestor, GeVestor, Bonn 2017, 304 S., ISBN 3-8125-2525-9
- Grenzenloser Wohlstand (mit Brian Tracy), LDU GmbH, Mainz 2025, ISBN 3000 825606